# Little Nicky
Little Nicky (El hijo del Diablo, en Hispanoamérica) es una comedia estadounidense del año 2000, escrita y protagonizada por Adam Sandler. En el reparto figuran, entre otros, Patricia Arquette, Rhys Ifans, Harvey Keitel y Quentin Tarantino.

## Argumento
Tras haber sido el "Príncipe de las Tinieblas" durante diez mil años, Satanás (Harvey Keitel) reúne a sus hijos para decidir cuál de ellos lo sucederá, pero se da cuenta de que aún no están listos y les dice que deben aprender a mantener el equilibrio entre el bien y el mal. Los hijos mayores de Satanás, Adrian (Rhys Ifans) y Cassius (Tom Lister Jr.), no están para nada de acuerdo con la decisión de su padre, y enfurecidos deciden demostrar que son aptos para gobernar; por eso se disponen a escapar a la Tierra, concretamente a la ciudad Nueva York, para poder crear un nuevo infierno en el mundo de los mortales. Luego de que Adrian y Cassius se escapan a la Tierra, se congela la entrada al infierno, causando que el cuerpo de Satanás entre en descomposición. Para detener la alteración del equilibrio que quieren realizar Adrian y Cassius, Satanás envía a Nicky (Adam Sandler), su hijo menor y más amable que sus hermanos. Su única arma es una petaca plateada en la que debe aprisionar el alma de los fugados.
En un primer momento, Nicky tiene problemas para mantenerse con vida en la Tierra. Pero puede regresar a Nueva York cada vez que muere. Un bulldog parlante llamado Mr. Beefy (voz de Robert Smigel) le ayuda en su misión y le lleva a un apartamento que debe compartir con un actor fracasado llamado Todd (Allen Covert). Nicky se enamora de una estudiante de diseño llamada Valerie (Patricia Arquette) que le ayuda a recuperar su petaca.
El primer encuentro de Nicky con sus hermanos se produce cuando Adrian lo ve con Valerie, toma el control mental de su cuerpo y le obliga a decirle groserías. Más tarde Nicky se topa con Cassius en una arena de basketball, donde se desarrolla un evento deportivo con los Harlem Globetrotters. Allí, Cassius posee a un árbitro del evento (Dana Carvey) y controla a los asistentes, para que hagan todos sus deseos ocultos y prohibidos. Cassius desafía a Nicky a un duelo de basketball,  creyendo firmemente que su joven hermano menor es el más débil de la familia; sin embargo Cassius comete el error de subestimar a su oponente, pues luego de una partida igualada, Nicky logra ganar sorprendiendo a todos con una espectacular clavada al aro. Luego de sufrir tan humillante derrota, Cassius es sorpresivamente engañado por Nicky para que deje el cuerpo del árbitro y se introduzca "voluntariamente" en la petaca, logrando así ser capturado. Tras esta victoria sobre Cassius, Nicky se gana la devoción de dos satanistas metaleros, John (Jonathan Loughran) y Peter (Peter Dante). Esa noche, Nicky intenta disculparse con Valerie. Al principio la reunión va mal, pero ella lo acepta después de que él explica quién es y por qué está en la Tierra.
Al día siguiente, Adrian es sumido en la evidente desesperación por la derrota de su hermano Cassius, y enloquecido se dispone a vengarse de Nicky por cometer tal intromisión; para ello, Adrian posee al jefe de la policía de Nueva York (Michael McKean) y acusa a Nicky de asesinato en masa valiéndose de una escena alterada de Scarface. Nicky y sus amigos idean un plan para capturar a Adrian en una estación de metro y meterlo en la petaca pero Adrian descubre su truco y tira a Valerie a las vías: Nicky la salva y es atropellado por el tren, pero debido a su buena acción en lugar de regresar al infierno va al cielo.
Allí se encuentra con su madre Holly (Reese Witherspoon), un ángel que le dice que él puede derrotar a Adrian con la "Luz Interior" que heredó de ella. En efecto, cuando vuelve a Nueva York los demonios le atacan, pero Nicky crea regalos para ellos y los vuelve buenos. Nicky y Adrian pelean y ambos son aspirados por la petaca. Adrian parece ganar y se transforma en un gran murciélago, pero entonces Nicky rompe el cristal y de pronto aparece  Ozzy Osbourne: muerde la cabeza del murciélago, tal como hizo en uno de sus más recordados conciertos, y la escupe en la petaca, llevando el intento de Adrian por dominar el mundo de los mortales al fracaso.
Con sus hermanos capturados, Nicky vuelve para salvar a su padre. Satanás recupera su cuerpo y el equilibrio entre el bien y el mal es restaurado. Agradecido por lograr la victoria, Satanás recomienda a Nicky volver a la Tierra en modo de recompensa, mientras que Adrian y Cassius reciben su merecido castigo. 
La película termina un año después, cuando Nicky y Valerie viven en Nueva York con su pequeño hijo Zacarías. Se menciona que John y Peter han muerto en un accidente de avión y ahora viven felizmente en el infierno en la antigua habitación de Nicky.
Como nota especial se puede indicar que en Little Nicky, estrenada el año 2000, cuando llega la confrontación final el mismísimo Rob Schneider realiza un cameo gritando en la multitud alentando a Nicky al igual que haría Adam Sandler en la película The Animal, estrenada en 2001.

## Reparto
- Adam Sandler como Nicky.
- Patricia Arquette como Valerie Veran.
- Harvey Keitel como Satán (padre de Nicky).
- Rhys Ifans como Adrian.
- Tom Lister Jr. como Cassius.
- Rodney Dangerfield como Lucifer. (abuelo de Nicky)
- Allen Covert como Todd.
- Peter Dante como Peter.
- Jonathan Loughran como John.
- Reese Witherspoon como Holly (madre de Nicky).
- Dana Carvey como árbitro.
- Jon Lovitz como Peeper.
- Kevin Nealon como Carateta.
- Michael McKean como jefe de policía.
- Quentin Tarantino como predicador ciego.

## Taquilla
| \| País \| Recaudación[1] \| \| --------------- \| -------------- \| \| Estados Unidos \| $39 464 775 \| \| Reino Unido \| $1 978 618 \| \| Australia \| $1 794 298 \| \| Alemania \| $1 724 404 \| \| Austria \| $331 939 \| \| Dinamarca \| $26 267 \| \| República Checa \| $5 507 \| |             |
| País | Recaudación |
| Estados Unidos | $39 464 775 |
| Reino Unido | $1 978 618  |
| Australia | $1 794 298  |
| Alemania | $1 724 404  |
| Austria | $331 939    |
| Dinamarca | $26 267     |
| República Checa | $5 507      |

## Cameos
- Ozzy Osbourne como él mismo.
- Rob Schneider - aparece entre la multitud
- Dan Marino aparece en la película como él mismo, un jugador llevado a continuar con su equipo para ganar la Super Bowl.
- Henry Winkler - aparece como él mismo, siendo cubierto de abejas por Adrian, y más tarde de nuevo por Nicky.
- Dana Carvey - El árbitro poseído que arruina el juego de los Globetrotters.
- John Witherspoon  - Interpreta al ladrón de la petaca.
- Carl Weathers - Interpreta al instructor de baile en el Cielo, quien también aparece en Happy Gilmore.
- Bill Walton - El comentarista del partido de los Globetrotters.
- Chris Farley - No se muestra en la película debido a que murió en 1997, pero es el nuevo amor en que se interesa la madre de Nicky (se puede ver en el final de la película en DVD).
- Leah Lail - Interpreta a una de las amigas ángeles de la madre de Nicky.
- Jackie Sandler - Interpreta a la otra amiga ángel de la madre de Nicky.
- Quentin Tarantino - Interpreta al predicador ciego.

## Banda sonora
1. Van Halen - Runnin' with the Devil
2. P.O.D. - School of Hard Knocks
3. Incubus - Pardon Me
4. Deftones - Change (In the House of Flies)
5. Cypress Hill - (Rock) Superstar
6. Insolence - Natural High
7. Linkin Park - Points of Authority
8. Disturbed - Stupify (Fu's Forbidden Little Nicky Remix)
9. Unloco - Nothing
10. Ozzy Osbourne - Flying High Again
11. Ozzy Osbourne - Mama, I'm Coming Home
12. Powerman 5000 - When Worlds Collide
13. Muse - Cave
14. Filter - Take A Picture
15. Deftones - Be Quiet and Drive (Far Away) (Acoustic)
16. Scorpions - Rock You Like A Hurricane
17. Ozzy Osbourne - No More Tears
18. AC/DC - Highway to Hell
19. Foo Fighters - Everlong
20. Zebrahead - Now or Never
21. Lit - Perfect One
22. P.O.D. - Southtown
23. Stacey Q - Two of hearts |